# Aoueinat Ezbel
Aoueinat Ezbel è uno dei sette comuni del dipartimento di Djiguenni, situato nella regione di Hodh-Charghi in Mauritania. Nel censimento della popolazione del 2000 contava 9.644 abitanti.